# Florian Kroll
Florian Kroll (* 18. Mai 2004) ist ein deutscher Leichtathlet, der sich auf den Langsprint (400 m) spezialisiert hat.

## Karriere
Kroll fand über die Sportklasse der Gesamtschule Schinkel zur Leichtathletik. 2020 feierte er in Heilbronn sein Debüt auf Bundesebene und belegte Rang neun bei den Deutschen U18-Meisterschaten. 2021 gewann Florian mit U18-Bronze seine erste Medaille auf Bundesebene.
Mit Platz fünf über 400 Meter der U20 bei den Deutschen Meisterschaften 2022 in Ulm qualifizierte sich Kroll für die U20-Weltmeisterschaften in Cali/Kolumbien. Mit der 4-mal-400-Meter-Mixed-Staffel erreichte er Rang sechs, die 4-mal-400-Meter-Staffel der Männer scheiterte knapp am Finaleinzug.
2023 bedeutete Silber über 400 Meter bei den Deutschen Jugendmeisterschaften in Rostock die Fahrkarte zu den U20-Weltmeisterschaften in Jerusalem. Als einziger Athlet im deutschen 4-mal-400-Meter-Team kam Kroll sowohl im Halbfinale als auch im Finale zum Einsatz. Hinter Großbritannien gewann das deutsche Team Silber.
2024 überraschte Kroll mit einer Steigerung auf 46,19 s und Platz sechs bei den Deutschen Meisterschaften in Braunschweig. In Bei den Deutschen U23-Meisterschaften sicherte sich Kroll später überlegen den Titel. Aufgrund der guten Saisonergebnisse wurde Kroll zum Jahresende in den Perspektivkader des Deutschen Leichtathletik-Verbandes berufen.
2025 wurde Kroll bei den Deutschen Meisterschaften in Dortmund überraschend erstmals Deutscher Meister der Männer. In einem dramatischen Finale mit einem Sturz seines Vereins- und Trainingskameraden Fabian Dammermann sicherte sich Kroll die Goldmedaille. Mit den im Halbfinale erzielten 46,92 s beendete er die Hallensaison 2025 auf Rang zwei der Bestenliste.
Die Sommersaison 2025 startete für Kroll mit einer dreimonatigen Verletzung, die er sich im Trainingslager des Deutschen Leichtathletik-Verbandes in Vorbereitung auf die World Relays im chinesischen Guangzhou zuzog. Die Staffelweltmeisterschaften verpasste er so. Ein sensationelles Comeback feierte Kroll im Halbfinale der deutschen U23-Meisterschaften in Ulm mit einem Laufsieg. Im Finale folgte Rang zwei mit seiner bis dahin zweitbesten Zeit, 46,35 sec, gleichbedeutend mit der Einzel- und Staffelqualifikation für die U23-Europameisterschaften in Bergen/Norwegen.
In Bergen stürmte Kroll über die 1. Runde (46,49 s) und das Halbfinale (46,29 s) überraschend als einziger deutscher Langsprinter ins Finale. Dort belegt er Rang sieben. Im vierten Rennen binnen vier Tag sicherte Kroll in einem dramatischen Schlussspurt die Bronzemedaille hinter Spanien und Frankreich. Mit seinen dabei erzielten 44,93 s für die fliegenden 400 Meter etablierte der Osnabrücker sich endgültig in der deutschen Spitze und empfahl sich u. a. für einen Start im September bei den Weltmeisterschaften in Tokio.

## Ehrungen/Auszeichnungen
- 2023: Niedersächsischer Nachwuchs-Leichtathlet des Jahres